# Passagem para a Índia (filme)
Passagem para a Índia (no original em inglês A Passage to India) é um filme anglo-estadunidense de 1984, um drama escrito e dirigido por David Lean. O roteiro é baseado no romance homônimo de autoria de E. M. Forster, e na peça de Santha Rama Rau, de 1960, inspirada pelo romance.
Foi o último filme da carreira de Lean, e o primeiro a ser feito por ele depois de um hiato de 14 anos. Recebeu onze indicações para o Oscar. incluindo o de melhor filme, melhor diretor, para Lean, e de melhor atriz para Judy Davis por sua interpretação de Adela Quest. O filme conquistou dois prêmios; Peggy Ashcroft venceu o Oscar de melhor atriz coadjuvante pela personagem da sra. Moore, o que fez dela, aos 77 anos, a atriz mais velha a receber o prêmio, e Maurice Jarre conquistou seu terceiro prêmio de melhor partitura original.

## Sinopse
O filme se passa na década de 1920, durante o período do crescimento da influência do movimento independentista indiano no Raj britânico. Adela Quested (Judy Davis) e a sra. Moore (Peggy Ashcroft) viajam de navio da Inglaterra para a Índia, onde Ronny Heaslop (Nigel Havers), filho da mulher mais velha e noivo da mais jovem, é um magistrado local na cidade provinciana de Chandrapore. Através do superintendente da escola local, Richard Fielding (James Fox), as duas visitantes conhecem o professor Godbole (Alec Guinness), excêntrico acadêmico brâmane, e fazem amizade com o doutor Aziz Ahmed (Victor Banerjee), um viúvo empobrecido que conhece a senhora Moore inicialmente numa mesquita, sob a luz da lua, às margens do rio Ganges. A sensibilidade das inglesas, bem como sua atitude livre de preconceitos em relação aos nativos da Índia, fazem com que Aziz se afeiçoe a elas. Quando a senhora Moore e Adela demonstram interesse em conhecer a "verdadeira" Índia, no lugar do ambiente anglicizado do críquete, polo e chá da tarde que os expatriados britânicos criaram para si, Aziz se oferece para organizar uma excursão às remotas Cavernas de Marabar.
A viagem corre razoavelmente bem, até que as duas mulheres começam a explorar as cavernas com Aziz e seus numerosos acompanhantes. A senhora Moore tem então um ataque de claustrofobia que a força a retornar ao ar livre, porém encoraja Adela e Aziz que continuem a explorar o local, levando apenas um guia. Os três saem então para visitar um grupo de cavernas afastadas do resto do grupo, e, antes de entrar, Aziz sai para fumar um cigarro; quando retorna, não encontra mais Adela, e pouco tempo depois a vê correndo morro abaixo, ensanguentada e despenteada. Ao retornar à cidade, Aziz é preso e fica aguardando seu julgamento por tentativa de estupro. O fato gera grande tensão entre os indianos e os colonos ingleses.
O caso se torna uma causa célebre entre os britânicos. Quando a senhora Moore deixa claro acreditar firmemente na inocência de Aziz, e se recusa a testemunhar contra ele, ela é enviada de volta para a Inglaterra, sofrendo um ataque cardíaco fatal durante a viagem.
Para a consternação do seu noivo e de seus amigos, Adela acaba mudando de ideia, e inocenta Aziz no tribunal. Os colonos são obrigados a recuar de maneira ignominiosa, enquanto os indianos carregam o homem inocentado para fora do tribunal, sobre seus ombros, festejando histericamente. Fielding passa a cuidar de Adela, já que ela não tem mais com quem contar. Na sequência, ela rompe seu noivado e abandona a Índia, enquanto o doutor Aziz, sentindo-se traído por seu amigo Fielding, abandona suas roupas ocidentais, passa a utilizar trajes típicos e abandona totalmente a sociedade anglo-indiana, abrindo uma clínica no norte da Índia, na Caxemira, próximo ao Himalaia. Embora continue por anos amargurado com o que aconteceu, ele acaba por se reconciliar com Fielding e escreve a Adela para expressar seu agradecimento e seu perdão.

## Elenco
- Judy Davis - Adela Quested
- Peggy Ashcroft - Sra. Moore
- Victor Banerjee - Dr. Aziz Ahmed
- James Fox - Richard Fielding
- Alec Guinness - Professor Godbole
- Nigel Havers - Ronny Heaslop
- Michael Culver - Major McBryde
- Clive Swift - Major Callendar
- Art Malik - Ali
- Saeed Jaffrey - Advogado Hamidullah
- Roshan Seth - Advogado Amrit Rao
- Richard Wilson - Turton
- Antonia Pemberton - Sra. Turton

## Produção
O filme pôs fim a um hiato de 14 anos de David Lean na direção de filmes, após as críticas negativas que ele recebeu por Ryan's Daughter, em 1970. Lean havia tentado conseguir os direitos cinematográficos do romance de E. M. Forster do próprio autor já na década de 1960, após ver a adaptação para o teatro de Santha Rama Rau no Comedy Theatre, em Londres, porém Forster não considerada o cinema uma forma de arte séria, e recusou-se a vendê-los. Mais tarde, produtor John Brabourne conseguiu adquiri-los de Bernard Williams, provost do King's College, da Universidade de Cambridge, que passou a administrar o patrimônio literário do escritor após sua morte.
Peter O'Toole era a escolha original para interpretar Fielding; Lean queria Celia Johnson, estrela de Brief Encounter, para interpretar a sra. Moore, porém ela recusou o papel, vindo a morrer 30 meses depois do lançamento do filme. Nigel Hawthorne estava escalado inicialmente como Turton, porém adoeceu e foi substituído já no set de filmagens por Richard Wilson.
Apesar de ter brigado com Lean no início da década de 1960, após uma discussão sobre uma ideia de um filme sobre Gandhi que acabou sendo abandonada, Alec Guinness concordou em interpretar o professor Godbole. A relação entre ambos, no entanto, se deteriorou durante as filmagens, e Guinness levou como uma ofensa pessoal a notícia de que boa parte do que ele havia filmado foi rejeitado na sala de edição devido a exigências de tempo. Ambos ficaram sem se falar por anos após o filme, fazendo as pazes apenas nos últimos anos de vida de Lean.
As Cavernas de Marabar foram baseadas nas Cavernas de Barabar, a 35 quilômetros de Gaya. Lean visitou as cavernas durante a pré-produção, porém considerou-as pouco fotogênicas; também havia algumas preocupações a respeito de bandidos na região. Decidiu-se então por utilizar dois montes diferentes, a poucas milhas de Bangalore, onde ocorreu boa parte das filmagens. Já as cavernas em si foram criadas pela companhia de produção. Outras cenas foram feitas em Ramanagaram, e algumas cenas de interior nos Shepperton Studios, em Surrey.

## Recepção
O último filme de Lean se tornou um dos filmes favoritos da crítica especializada em 1984, recebendo elogios por todo o mundo. Vincent Canby, do New York Times, chamou o filme de "a melhor obra [de Lean] desde The Bridge on the River Kwai e Lawrence of Arabia, e talvez seu filme mais humano e comovente desde Brief Encounter. Embora vasto em sua escala física, e projetado contra um fundo tumultuoso indiano, também é íntimo, divertido e comovente indicando um cineasta que está em completo controle de seu material... Embora [Lean] tenha feito A Passage to India menos misterioso e menos críptico que o livro, o filme continua sendo um conto maravilhosamente provocador, repleto de personagens vívidos, todos interpretados quase à perfeição... O filme tem uma grande falha, que impede um filme muito bom de ser um grande filme: embora A Passage to India... seja essencialmente uma comédia negra de costumes, o sr. Lean por vezes parece pensar nela como um romance... Esta é a única explicação para a terrível trilha sonora de Maurice Jarre, que contradiz as imagens e sons como uma reformulação da música que ele havia composto para o fracasso anterior do sr. Lean, Ryan's Daughter. A trilha nada tem a ver com Forster, Índia, o período ou a história, mas tem tudo a ver com os filmes da década de 1960, quando a música da trilha sonora passou pela primeira vez a se tornar um dos principais elementos no merchandising dos filmes, entre eles Dr. Zhivago." 
Roger Ebert, do Chicago Sun-Times, comentou: "o romance de Forster é um dos pontos altos da literatura deste século, e David Lean agora transformou-o numa das maiores adaptações para o cinema que eu já vi... [Ele] é um artesão meticuloso, célebre por não poupar esforços para fazer que cada tomada fique exatamente da maneira que ele acredita que ela deva ser. Seus atores aqui foram encorajados a apresentar performances sensatas, engenhosas e pouco espalhafatosas... e seu roteiro é um exemplo de clareza." 
A Variety chamou o filme de "impecavelmente fiel, lindamente interpretado e ocasionalmente lânguido", acrescentando que "Lean conseguiu, até certo ponto, ter sucesso na difícil tarefa de capturar o tom elegantemente afiado da ironia e descrença racional de Forster."
A Time Out London descreveu o filme como "um esforço curiosamente modesto, abandonando o estilo épico vigoroso dos últimos anos de Lean. Embora ainda tenha seguido fielmente talvez 80% dos incidentes do livro, Lean passa muito longe do ódio que E. M. Forster tinha da presença britânica na Índia, e acaba ficando muito mais do lado dos britânicos. Ele conseguiu, no entanto, reunir seu elenco mais sólido em anos... E mais uma vez Lean pode ceder a seu gosto por cenários, demonstrando sua capacidade numa escala que o cinema britânico em toda sua história virtualmente nunca pôde igualar.

## Principais prêmios e indicações
Oscar da Academia de Artes e Ciências Cinematográficas
- Oscar de melhor filme (indicado)
- Oscar de melhor diretor (David Lean, indicado)
- Oscar de melhor atriz (Judy Davis, indicada)
- Oscar de melhor atriz coadjuvante (Peggy Ashcroft, vencedora)
- Oscar de melhor roteiro adaptado (David Lean, indicado)
- Oscar de melhor direção de arte (John Box e Hugh Scaife, indicados)
- Oscar de melhor fotografia (Ernest Day, indicado)
- Oscar de melhor figurino (Judy Moorcroft, indicada)
- Oscar de melhor edição (David Lean, indicado)
- Oscar de melhor som (Graham V. Hartstone, Nicolas Le Messurier, Michael A. Carter e John W. Mitchell, indicado)
- Oscar de melhor trilha sonora (Maurice Jarre, vencedor)

Globo de Ouro (Golden Globe Awards)
- Globo de Ouro de melhor filme em língua estrangeira (vencedor)
- Globo de Ouro de melhor atriz coadjuvante em cinema (Peggy Ashcroft, vencedora)
- Globo de Ouro de melhor trilha sonora (Maurice Jarre, vencedor)
- Globo de Ouro de melhor direção (David Lean, indicado)
- Globo de Ouro de melhor roteiro (David Lean, indicado)

BAFTAs
- BAFTA de melhor filme (indicado)
- BAFTA de melhor atriz (Peggy Ashcroft, vencedora)
- BAFTA de melhor ator (Victor Banerjee, indicado)
- BAFTA de melhor ator coadjuvante (James Fox, indicado)
- BAFTA de melhor roteiro adaptado (David Lean, indicado)
- BAFTA de melhor fotografia (Ernest Day, indicado)
- BAFTA de melhor figurino (Judy Moorcroft, indicado)
- BAFTA de melhor desenho de produção (John Box, indicado)
- BAFTA de melhor música cinematográfica (Maurice Jarre, indicado)

Outros prêmios
- Boston Society of Film Critics - melhor atriz (Judy Davis, vencedor)
- Boston Society of Film Critics - melhor atriz coadjuvante (Peggy Ashcroft, vencedor)
- Directors Guild of America - direção de destaque - longa-metragem (David Lean, indicado)
- Evening Standard British Film Award - melhor ator (Victor Banerjee, vencedor)
- Kansas City Film Critics Circle - melhor filme (vencedor)
- Kansas City Film Critics Circle - melhor diretor (David Lean, vencedor)
- Kansas City Film Critics Circle - melhor atriz coadjuvante (Peggy Ashcroft, vencedor)
- Los Angeles Film Critics Association - melhor atriz coadjuvante (Peggy Ashcroft, vencedor)
- National Board of Review - melhor filme (vencedor)
- National Board of Review - melhor ator (Victor Banerjee, vencedor)
- National Board of Review - melhor atriz (Peggy Ashcroft, vencedor)
- National Board of Review - melhor diretor (David Lean, vencedor)
- New York Film Critics Circle - melhor filme (vencedor)
- New York Film Critics Circle - melhor atriz (Peggy Ashcroft, vencedor)
- New York Film Critics Circle - melhor diretor (David Lean, vencedor)
- Writers Guild of America - melhor roteiro adaptado (David Lean, indicado)